# Three Lock Box
Three Lock Box es el séptimo álbum de estudio de Sammy Hagar, con apariciones de Mike Reno (Loverboy), Jonathan Cain (Journey) y Richard Page (Mr. Mister). Su único sencillo en ingresar en el top 20, "Your Love Is Driving Me Crazy", alcanzó la posición No. 13 en la lista Billboard Hot 100 en 1983.

## Lista de canciones
1. "Three Lock Box" (Sammy Hagar) - 3:22
2. "Remote Love" (Hagar) - 3:54
3. "Remember the Heroes" (Jonathan Cain, Hagar) - 5:58
4. "Your Love Is Driving Me Crazy" (Hagar) - 3:30
5. "In the Room" (Hagar) - 3:42
6. "Rise of the Animal" (Hagar) - 5:30
7. "I Wouldn't Change a Thing" (Hagar) - 3:19
8. "Growing Up" (Hagar) - 3:16
9. "Never Give Up" (Keith Olsen, Alan Pasqua) - 3:14
10. "I Don't Need Love" (Bill Church, Hagar, David Lauser, Gary Pihl) - 3:08

### Créditos
- Sammy Hagar - voz, guitarra
- Bill Church - bajo
- Gary Pihl - guitarra
- David Lauser - batería

### Invitados
- Jonathan Cain - teclados y voz en "Remember the Heroes"
- Mike Reno - voz en "Remember the Heroes"
- Richard Page - voces adicionales